# Марсел Марсо
Марсел Марсо (на френски: Marcel Marceau) е сценичното име на френския мим Марсел Манжел (на френски: Marcel Mangel), един от най-известните изпълнители на пантомима в света. За него се смята, че е „главният виновник за възраждане на изкуството на пантомимата след Втората световна война“.

## Биография
Марсел Марсо е роден в Страсбург, Франция на 22 март 1923 г. в семейство на евреи. На 16-годишна възраст, когато Франция влиза във Втората световна война, неговото семейство е принудено да напусне дома си. Той по-късно става доброволец в Съпротивата на Шарл дьо Гол и поради факта, че владее перфектно английски език е назначен като офицер за свръзка. По това време сменя и фамилията си. Баща му е арестуван от Гестапо и заточен в концентрационния лагер Аушвиц, където умира.
След войната, вдъхновен от изявите на Чарли Чаплин, Марсел Марсо решава да се занимава с актьорско изкуство. През 1946 г. Марсел Марсо се записва в Училището за драматично изкуство към Театъра на Сара Бернар в Париж.
През 1947 г. Марсо създава образа на Бип, тъжен бледолик клоун, който със своя раиран пуловер и захабена оперна шапка – истинско олицетворение на крехкостта на живота – се превръща в неговото друго „Аз“. Несполучливите приключения на Бип с всичко и навсякъде са безкрайни.
Мимът Марсел извършва истинска промяна и революция в театъра през 50-те години със своите тихи изпълнения, сред които „Ходене срещу вятъра“ (вдъхновила Майкъл Джексън за неговата „лунна походка“), „Клетката“, „Човекът-маска“, „В парка“, както и с многобройните си сатирични изпълнения.
През 1978 г. създава Парижката школа по пантомима, където преподава, за да подготви бъдещето поколение мимове в стилистиката създадено от Етиен Дьокру и неговата „граматиката“, и „неподвижната статуя“.
Член е на Художествена академия (Франция) от 27 февруари 1991. През 1996 г. основава фонд за поддръжка на пантомимата в САЩ.
Умира на 22 септември 2007 г. на 84 години.

## Отличия и награди
- Офицер на Ордена на Почетния легион
- Командор на Ordre national du Mérite
- Командор на Ордена за изкуство и литература
- Почетен доктор на Принстънския университет

## Филмография
- Барбарела (1968) Роже Вадим; зрителят чува гласа му за първи път във филма за учителя Пинг
- Последната Лудост на Мел Брукс (Silent movie) (1976). Странно, но в този филм гласът му звучи за втори път

## Публикации
- Les Sept Péchés capitaux, Atelier Pons, 1965.
- La Ballade de Paris et du Monde, Aline Elmayan Éditeur, 1968.
- L'Histoire de Bip, l'École des loisirs, 1976.
- Le Troisième Œil, Lithoprint Delcourt, 1981.
- Pimporello, Belfond, 1987.
- Bip piégé dans un livre, La Martinière, 2002.

## Биографии
- Jeanne et Guy Verriest-Lefert, Marcel Marceau ou l'aventure du silence, Éditions Desclée de Brouwer, 1974.
- Ben Martin, Marcel Marceau: Master of Mime, Paddington Press (UK) Limited, 1978 ISBN 0-448-22680-4
- Valérie Bochenek, Le Mime Marcel Marceau: entretiens et regards avec Valérie Bochenek, Somogy, 1997 ISBN 2-85056-262-9